# دجال ابرستاره
دجال ابرستاره (به انگلیسی: Antichrist Superstar) دومین آلبوم استودیویی گروه موسیقی اینداستریال متال و آمریکایی مریلین منسون است که در ۸ اکتبر ۱۹۹۶ منتشر شد.

## فهرست آهنگ‌ها
متن همهٔ ترانه‌ها توسط مریلین منسون، و در «سرود غیرمسئولانه نفرت» به همراه توئیگی رامیرز نوشته شده‌است.
| سیکل اول: قدسی‌نما | سیکل اول: قدسی‌نما                  | سیکل اول: قدسی‌نما           | سیکل اول: قدسی‌نما |
| شماره             | نام                                | آهنگساز                     | مدت               |
| ----------------- | ---------------------------------- | --------------------------- | ----------------- |
| ۱.                | «سرود غیرمسئولانهٔ خشم»             | دیزی برکویتز مدونا وین گیسی | ۴:۱۷              |
| ۲.                | «مردم زیبا»                        | رامیرز                      | ۳:۳۸              |
| ۳.                | «خشک‌شده، گره‌خورده و بریده از جهان» | منسون رامیرز                | ۴:۱۶              |
| ۴.                | «رگ‌بند»                            | برکویتز رامیرز              | ۴:۲۹              |

| سیکل دوم: معارفهٔ کرم‌ها | سیکل دوم: معارفهٔ کرم‌ها | سیکل دوم: معارفهٔ کرم‌ها | سیکل دوم: معارفهٔ کرم‌ها |
| شماره                  | نام                    | آهنگساز                | مدت                    |
| ---------------------- | ---------------------- | ---------------------- | ---------------------- |
| ۵.                     | «بوق کوچک»             | رامیرز ترنت رزنر       | ۲:۴۳                   |
| ۶.                     | «نهان‌خایه»             | گیسی                   | ۲:۴۴                   |
| ۷.                     | «علم تغییرشکل»         | رامیرز رزنر            | ۴:۳۱                   |
| ۸.                     | «کرم‌پسر»               | برکویتز رامیرز         | ۳:۵۶                   |
| ۹.                     | «آقای ابرستاره»        | رامیرز                 | ۵:۰۴                   |
| ۱۰.                    | «فرشته با بال‌های زخمی» | منسون رامیرز گیسی      | ۳:۵۲                   |
| ۱۱.                    | «زمین کودکان»          | رامیرز گیسی            | ۴:۵۱                   |

| سیکل سوم: متلاشی‌کننده برمی‌خیزد | سیکل سوم: متلاشی‌کننده برمی‌خیزد | سیکل سوم: متلاشی‌کننده برمی‌خیزد | سیکل سوم: متلاشی‌کننده برمی‌خیزد |
| شماره                          | نام                            | آهنگساز                        | مدت                            |
| ------------------------------ | ------------------------------ | ------------------------------ | ------------------------------ |
| ۱۲.                            | «ابرستاره ضدمسیح»              | رامیرز گیسی                    | ۵:۱۴                           |
| ۱۳.                            | «۱۹۹۶»                         | رامیرز                         | ۴:۰۱                           |
| ۱۴.                            | «دقیقهٔ تباهی»                  | منسون                          | ۴:۴۴                           |
| ۱۵.                            | «خداوند بازتابیده»             | رامیرز رزنر                    | ۵:۳۶                           |
| ۱۶.                            | «مردی که از او می‌ترسی»         | رامیرز منسون گیسی برکویتز      | ۶:۱۰                           |
| ۹۹.                            | «نداهای خالی نفرت» (آهنگ مخفی) | گیسی رامیرز                    | ۱:۳۹                           |